# 倫敦室內自行車館
倫敦室內自行車館是一座位於倫敦奧林匹克公園北端的自行車館。它為2012年夏季奧林匹克運動會和2012年夏季帕運會的五大永久場館之一。它包含一座室內比賽場和BMX賽道，2012年夏季奧林匹克運動會自行車比賽在此舉行。

## 外部連結
- London 2012 Olympics BMX Track profile
- London 2012 Velodrome profile
- http://www.visitleevalley.org.uk/en/content/cms/london2012/velo-park/ （页面存档备份，存于）

51°33′01″N 0°00′55″W / 51.5504°N 0.0153°W